# Райхенбах (Горна Лужица)
Райхенбах (на немски: Reichenbach/Oberlausitz) е град в Германия, разположен в окръг Гьорлиц, провинция Саксония. Към 31 декември 2011 година населението на града е 3870 души.